# Роман (Копа)
Роман Копа (1677 —13 вересня 1736) — український церковний діяч часів Гетьманщини.

## Життєпис
Походив з купецького роду Копа. Народився 1677 року у м. Погар (Погарська сотня Стародубського полку). У 1700 році він прийняв чернечий постриг у Києво-Печерській лаврі. У 1701 році Роман був зведений в сан ієродиякона Захарією Корниловичем, єпископом Переяславським і Бориспольським.
У 1716 році Роман митрополитом Йоасафом Кроковським був зведений у сан ієромонаха і незабаром призначений ігуменом Зміївського Миколаївського козачого монастиря. У 1719 році призначено уповноваженим від Києво-Печерської лаври до імператора Петра I з проханням підтвердити всі жалувані грамоти Києво-Печерської лаври, дані урядом, які згоріли в великій пожежі 1718 року.
У лютому 1727 року він був представником Києво-Печерської лаври на коронації імператора Петра II. Після цього Роман доставив, за дорученням Святійшого Синоду, з Москви до Петербургу 50 антиминсів. В кінці цього року він подав прохання до Синоду про дозвіл друкувати «православним народом благопотребних книг»: молитвословів, акафістів, житій святих отців, алфавітів. 1728 року отримано відповідний дозвіл.
У 1729 році після смерті Іоаникій, архімандрита Києво-Печерської лаври, імператорським указом від 28 листопада 1729 року лаврську братію зобов'язали обрати 3-4 кандидатів на пост архімандрита. Одним з них став Роман Копа. Фактично став виконувати обов'язки архімандрита як найстаріший ченець і найдосвідченіший. Втім імператриця Анна I за наполяганням Феофана Прокоповича призначила архімандритом лаври харківського архімандрита Платона Малиновського. Проте ченці не погодилися з цим рішенням й відправили депутацію із проханням призначити Романа. В результаті 18 квітня 1730 року призначення Платона було скасовано, і 12 червня архієпископ Нижегородський Питирим (Потьомкін) у  присутності представників гетьмана Данили Апостола звів Романа в сан архімандрита.
25 травня 1731 архімандрит Роман заклав Лаврську дзвіницю за планом архітектора Йоганна Готфріда Шейді, при ньому ж був вилитий для дзвіниці великий дзвін в 1000 пудів.
Разом з тим архімандрит Роман багато уваги приділяв друкуванню церквоних книг. В цьому отримав супротив Синоду. У жовтні 1735 року Синод після розгляду виданих в лаврській друкарні «Календарів, або Місяцесловів» наказав скасувати їх друкування, щоб уникнути «нарікання і неслави духовному чину», оскільки вони представляли собою «переклад з польських календарішков» з різними відомостями. Роман Копа намагався захищати їх друк. Проте цьому заважала хвороба. Помер 1736 року. Поховано біля західної стін Успенського собору.